# Seleção da Itália de Hóquei no Gelo Feminino
A Seleção da Itália de Hóquei no Gelo Feminino representa a Itália nas competições oficiais da FIHG.